# Kotrimoksazol

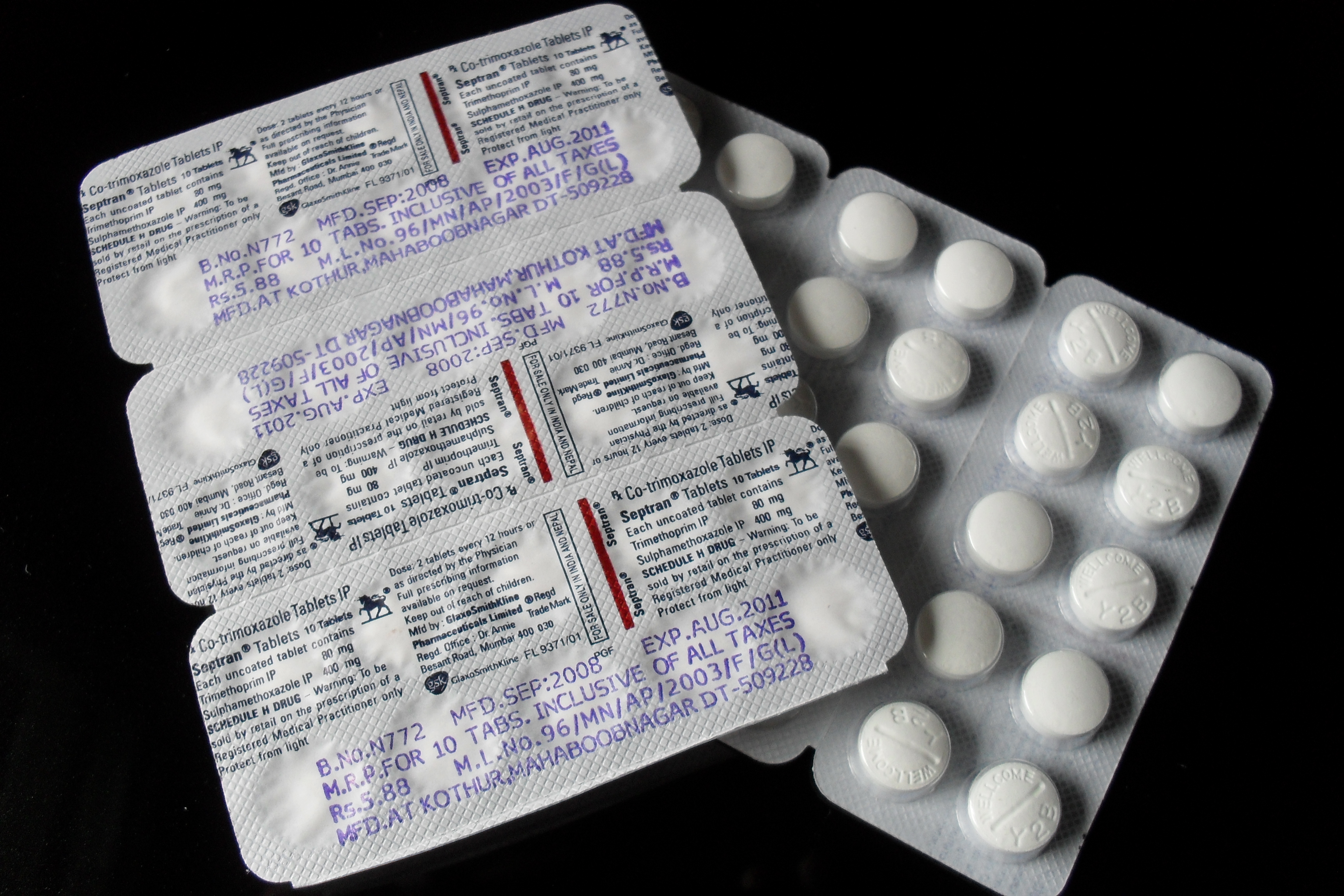
Tabletki zawierające kotrimeksazol

Kotrimoksazol (farm. Cotrimoxazolum ang. co-trimoxazole) –  farmaceutyczna nazwa preparatu złożonego, zawierającego mieszaninę trimetoprimu z sulfametoksazolem (klasyfikacja ATC: J01EE01) w stosunku 1:5, o szerokim spektrum działania przeciwbakteryjnego. 

## Spektrum działania
Spektrum przeciwbakteryjne:
- Enterobacteriaceae
- Vibrio cholerae
- Listeria
- Bordetella pertussis
- Haemophilus influenzae
- Staphylococcus – również MRSA
- Nocardia
- Pseudomonas cepacia
- Xanthomonas maltophilia
- paciorkowce, meningokoki, Enterococcus – niewielka aktywność

Spektrum przeciwpierwotniakowe:
- Plasmodium

Spektrum przeciwgrzybicze:
- Pneumocystis jiroveci (dawniej P. carinii)

## Mechanizm działania
Sulfametoksazol – kompetycyjnie hamuje wykorzystanie kwasu p-aminobenzoesowego przez komórkę bakteryjną (jest on niezbędny do biosyntezy kwasu dihydrofoliowego), co w konsekwencji prowadzi do zahamowania jej wzrostu.

Trimetoprim – odwracalnie hamuje działanie reduktazy dihydrofolianowej (DHFR), będącej bakteryjnym enzymem uczestniczącym w przemianie kwasu dihydrofoliowego w kwas tetrahydrofoliowy.

## Wskazania
Postać doustna:
- niepowikłane zakażenia dróg moczowych
- zapalenia ucha środkowego
- zaostrzenie przewlekłego zapalenia oskrzeli
- leczenie oraz zapobieganie zapaleniu płuc wywołanemu przez Pneumocystis jiroveci
- zakażenia układu moczowo-płciowego
- rzeżączka
- wrzód miękki
- ziarniniak pachwinowy
- cholera
- zakażenia pałeczkami Shigella
- biegunka podróżnych
- nieżyt żołądka i jelit
- nokardioza
- toksoplazmoza

Postać dożylna:
- leczenie oraz zapobieganie zapaleniu płuc wywołanemu przez Pneumocystis jiroveci
- zakażenia dróg moczowych
- posocznica
- zapalenie opon mózgowo-rdzeniowych
- nokardioza
- toksoplazmoza

## Przeciwwskazania
- nadwrażliwość na sulfonamidy, trimetoprim lub kotrimoksazol
- poważne choroby układu krwiotwórczego
- ciężka niewydolność nerek
- nie należy stosować u wcześniaków oraz przez pierwsze 3 miesiące u noworodków donoszonych

Ostrożnie u chorych:
- z ciężkim uszkodzeniem wątroby
- w podeszłym wieku
- z ciężką alergią lub astmą oskrzelową
- z niedoborem dehydrogenazy glukozo-6-fosforanowej
- z ostrą porfirią

## Działania niepożądane
- nudności, wymioty
- osutka
- zespół Stevensa-Johnsona
- martwica toksyczno-rozpływna naskórka
- reakcje uczuleniowe na światło
- choroba surowicza
- anafilaksja
- alergiczne zapalenie mięśnia sercowego
- obrzęk naczynioruchowy
- gorączka
- zmiany w obrazie krwi:
  - leukopenia
  - neutropenia
  - agranulocytoza
  - małopłytkowość
  - niedokrwistość
  - methemoglobinemia
  - plamica
  - hemoliza
- zaburzenia czynności wątroby:
  - zwiększenie aktywności aminotransferaz
  - zwiększenie stężenia bilirubiny
  - żółtaczka zastoinowa
  - martwica wątroby
- aseptyczne zapalenie opon mózgowo-rdzeniowych
- hiperkaliemia
- hiponatremia
- upośledzenie czynności nerek
- guzkowe zapalenie okołotętnicze
- toczeń rumieniowaty układowy
- zakrzepowe zapalenie żył w miejscu podania
- kaszel
- duszność
- nacieki płucne
- utrata łaknienia
- biegunka
- kandydoza
- zapalenie języka i jamy ustnej
- rzekomobłoniaste zapalenie jelit
- zapalenie trzustki
- drgawki
- zapalenie nerwów obwodowych
- ataksja
- zawroty głowy i szumy uszne
- bóle głowy
- depresja
- halucynacje
- bóle stawowe i mięśniowe

## Dawkowanie
Według zaleceń lekarza.

## Preparaty
W Polsce pierwszym preparatem kotrimoksazolu był importowany Bactrim.
Pierwszym preparatem produkcji polskiej zarejestrowanym i wprowadzonym do lecznictwa w 1972 roku przez Pabianickie Zakłady Farmaceutyczne „Polfa” jest Biseptol (tabletki), a także ampułki z roztworem do iniekcji i zawiesina produkcji Warszawskich Zakładów Farmaceutycznych „Polfa”.
Inne preparaty które są/były dostępne w Polsce:
- Apo-Sulfatrim
- Septrin
- Two-Septol
- Groseptol